# 2017年亞洲冬季運動會單板滑雪比賽
2017年亞洲冬季運動會單板滑雪比賽於2月19日至25日在日本札幌手稻滑雪場（其他項目）和札幌盤溪雪場（半管）舉行。單板滑雪在上屆賽事沒舉辦後，重回運動會。總共有6個（男女各3）比賽項目將舉行。

## 獎牌榜
| 排名 | 国家／地区 | 金牌 | 银牌 | 铜牌 | 總數 |
| ---- | ---------- | ---- | ---- | ---- | ---- |
| 1    | 中国       | 3    | 2    | 1    | 6    |
| 2    | 韩国       | 2    | 2    | 2    | 6    |
| 3    | 日本       | 1    | 2    | 3    | 6    |
| 总计 | 总计       | 6    | 6    | 6    | 18   |

## 獎牌得主
| 項目       | 金牌                     | 银牌                     | 铜牌                     |  |  |  |
| 男子半管   | 张义威 · 中国（CHN）     | 權二俊 · 韩国（KOR）     | 子出藤步梦 · 日本（JPN） |  |  |  |
| 男子大曲道 | 李相昊 · 韩国（KOR）     | 崔甫郡 · 韩国（KOR）     | 神野慎之助 · 日本（JPN） |  |  |  |
| 男子曲道   | 李相昊 · 韩国（KOR）     | 铃木湧也 · 日本（JPN）   | 金相谦 · 韩国（KOR）     |  |  |  |
|            |                          |                          |                          |  |  |  |
| 女子半管   | 刘佳宇 · 中国（CHN）     | 蔡雪桐 · 中国（CHN）     | 今井胡桃 · 日本（JPN）   |  |  |  |
| 女子大曲道 | 家根谷依里 · 日本（JPN） | 臧汝心 · 中国（CHN）     | 宫乃莹 · 中国（CHN）     |  |  |  |
| 女子曲道   | 臧汝心 · 中国（CHN）     | 家根谷依里 · 日本（JPN） | 申多惠 · 韩国（KOR）     |  |  |  |

## 參賽國家
總共有11個國家派員參賽。澳洲為受邀國家，將不會頒發任何獎牌。
- （4）
- 中国（16）
- 印度（1）
- 伊朗（6）
- 日本（10）
- （4）
- 黎巴嫩（2）
- 菲律宾（1）
- 韩国（12）
- 斯里兰卡（1）
- 越南（2）